# Vacanze di Natale
Vacanze di Natale è un film del 1983 diretto da Carlo Vanzina.
Commedia prodotta dalla Filmauro e da Luigi e Aurelio De Laurentiis, è un ritratto ironico e un po' amaro delle abitudini e della mentalità dell'Italia vacanziera agli inizi degli anni ottanta.
Il film uscì sull'onda del grande successo riscosso da Sapore di mare (1983), anch'esso realizzato dai fratelli Vanzina e di cui ricompaiono alcuni degli interpreti protagonisti, tanto che si può considerare la sua versione natalizia. Definito fin da subito il primo instant movie del cinema italiano, poiché ambientato nello stesso periodo d'uscita nelle sale, diede vita col passare del tempo a un fortunato filone cinematografico comico a tema natalizio, successivamente battezzato dalla stampa specializzata col nome di "cinepanettone".
Nel 2010 gli venne dedicata una retrospettiva alla 67ª Mostra internazionale d'arte cinematografica di Venezia. Per l'occasione presenziò buona parte del cast.
Il 13 dicembre 2017, in occasione dell'anteprima di Super vacanze di Natale, ne è stata riallestita l'ambientazione a Cinecittà, occasione per la quale hanno presenziato alcuni dei protagonisti quali Jerry Calà, Claudio Amendola e Stefania Sandrelli.

## Trama
Le famiglie italiane più rinomate, ricchi signori milanesi e romani, si danno appuntamento a Cortina d'Ampezzo per trascorrere le vacanze natalizie nella località turistica delle Dolomiti.
Ci sono i Covelli, una famiglia di ricchi costruttori edili: l'avvocato Giovanni Covelli, il capofamiglia annoiato dalla routine delle vacanze di Natale, la moglie snob attenta solo all'immagine, e i tre figli Roberto, Diamante e Luca. Il primo è giunto a Cortina d'Ampezzo direttamente da New York con la bellissima fidanzata Samantha; la seconda, scorbutica e inquieta, ha un pessimo rapporto con Roberto; il terzo pensa più allo sport (e in particolare alla Roma, di cui è tifoso sfegatato) che alla fidanzata Serenella, la quale per gelosia gli fa credere che il suo migliore amico, il borgataro Mario, si sia invaghito di lei.
Mario, venuto in vacanza da Roma a Cortina con la sua famiglia un po' rozza ma simpatica, è interessato in realtà a Samantha e riesce a trascorrere con lei la notte di Capodanno, con la promessa di rivedersi anche nei periodi successivi, quando le vacanze saranno finite, e a riappacificarsi con Luca, che gli chiede scusa per aver creduto alla storia falsa di Serenella.
C'è poi Billo, squattrinato playboy sciupafemmine che suona al piano bar e che rincontra la sua ex fiamma Ivana, moglie annoiata di un milanese arricchito e superficiale, Donato, che la trascura. Stanca del marito, Ivana viene spinta al tradimento dall'amica Grazia, l'infedele moglie dell'industriale bolognese Cesarino Tassoni.
Billo è ancora innamorato di Ivana ma, dopo avere saputo che è sposata con Donato, cerca di fare incontrare quest'ultimo con Moira, detta "la mandrilla di Porto Recanati", una prostituta, in modo che Ivana abbandoni il marito. Infatti, dopo aver scoperto il tradimento di Donato, Ivana finisce tra le braccia di Billo, ma torna poi dal marito dopo aver scoperto che ha avuto un incidente con l'auto.
L'estate successiva, tutto il gruppo si ritrova di nuovo, ma questa volta sulle spiagge della Sardegna. C'è anche Billo, ancora alle prese col pianobar e sfiancato dal mestiere che definisce molto duro, costretto ogni sera a portarsi del "lavoro" a casa.

## Produzione
Le riprese del film, durate tre settimane, sono state effettuate nell'autunno del 1983. Nei suoi esterni, il film è stato quasi interamente girato presso il comprensorio sciistico di Faloria e a Cortina d'Ampezzo. Per simulare l'ambientazione invernale e la neve laddove ancora non presente, sono stati usati stratagemmi semplici ma di effetto, come schiuma bianca su suolo e alberi, cotone su tetti e terrazzi o lenzuoli bianchi appesi per le riprese sui campi più lunghi.
Se la critica, e gli stessi sceneggiatori, hanno inquadrato il film come una rappresentazione diretta, senza critica sociale, degli status symbol dell'epoca, delle contraddizioni delle finzioni e delle ambizioni sociali di quegli anni, è naturale come molti dei luoghi fossero stati scelti per richiamare, nel clima euforico di benessere degli anni ottanta, i simboli della società bene, dei nuovi ricchi, e le aspirazioni sociali ed economiche della piccola borghesia dell'epoca.
Esempi spaziali di una tale discrasia sono, da una parte, la stanzialità rappresentata dalla villa abitata annualmente dalla famiglia Covelli, l'hotel a cinque stelle (tuttora esistente) dove alloggiano alcuni dei protagonisti (Guido Nicheli, Stefania Sandrelli, e altri) e, dall'altra parte, l'albergo a 3 stelle (Hotel Fanes, chiuso definitivamente dal 2002) dove arriva invece la famiglia del personaggio recitato da Claudio Amendola e composta anche da Mario Brega.
Comuni sono, invece, i luoghi d'incontro, come il VIP Club dove suona Jerry Calà, oppure il centrale Corso Italia, a simboleggiare il tentativo di ascesa sociale e l'apparente parificazione legata alla comunanza di interessi e passioni.

## Colonna sonora
La canzone dei titoli di testa, Moonlight Shadow di Mike Oldfield, cantata da Maggie Reilly, è stata inserita anche in Vacanze di Natale 2000, ma non nella versione originale, a causa della cifra (oltre 200 milioni di lire) richiesta per i diritti dalla Virgin Records.
A dispetto del successo di molti brani già famosi e che finirono per diventare veri e propri tormentoni legati alla pellicola stessa (ad esempio la celebre Maracaibo cantata da Jerry Calà), la playlist non fu mai pubblicata.

### Tracce
1. Eduardo De Crescenzo – Al piano bar di Susy – 4:30 (testo: Franco Migliacci – musica: Claudio Mattone)
2. Nada – Amore disperato – 4:01 (testo: Gerry Manzoli – musica: Varo Venturi)
3. Eduardo De Crescenzo – Ancora – 3:27 (testo: Franco Migliacci – musica: Claudio Mattone)
4. Sammy Barbot – Aria di casa – 4:12 (Bruno Tavernese - Luigi Albertelli - Sammy Barbot - Vivì Barbot)
5. Teresa De Sio – Aumm Aumm – 3:41 (Luigi De Rienzo - Teresa De Sio)
6. Lu Colombo – Dance all nite – 3:38 (Lu Colombo - David Riondino)
7. Ryan Paris – Dolce vita – 3:59 (testo: Paul Mazzolini – musica: Pierluigi Giombini)
8. Antonello Venditti – Grazie Roma – 4:16 (Antonello Venditti)
9. Gazebo – I Like Chopin – 4:09 (testo: Gazebo – musica: Pierluigi Giombini)
10. Gary Low – I Want You – 8:30 (Gary Low - Massimiliano Di Carlo - Paul Micioni - Robert Masala)
11. Lucio Dalla – L'anno che verrà – 4:25 (Lucio Dalla)
12. Lu Colombo – Maracaibo (sigla dei titoli di coda) – 4:07 (Lu Colombo - David Riondino)
13. Mike Oldfield – Moonlight Shadow (feat. Maggie Reilly) (sigla iniziale) – 3:58 (Mike Oldfield)
14. Ornella Vanoni – Musica musica – 4:30 (Ornella Vanoni - Sergio Bardotti - Maurizio Fabrizio)
15. Nathalie – Mon Coeur Qui Craque (My Love Won't Let You Down) – 3:11 (Peter Godwin)
16. Marcella Bella – Nell'aria – 3:58 (Gianni Bella - Mogol)
17. Chris Rea – Nothing's happening by the sea – 4:18 (Chris Rea)
18. Bandolero – Paris Latino – 3:55 (Carlos Perez - José Perez)
19. Anna Oxa – Senza di me – 3:20 (Oscar Avogadro - Garry Frost - Frances Frost)
20. Laid Back – Sunshine Reggae – 4:08 (John Guldberg - Tim Stahl)
21. Marco Ferradini – Teorema – 4:53 (testo: Herbert Pagani – musica: Marco Ferradini)
22. Vasco Rossi – Vita spericolata – 4:46 (testo: Vasco Rossi – musica: Tullio Ferro)
23. Gioia (Mirella Felli) – No secrets – 7:40 (Leonie Gane - Luigi Piergiovanni)

Durata totale: 101:32
I brani Al piano bar di Susy, Aria di casa, L'anno che verrà, Aumm Aumm e Musica musica sono interpretati al piano bar da Jerry Calà.

## Promozione
I manifesti e le locandine utilizzate per la promozione del film, all'epoca della sua diffusione nelle sale cinematografiche italiane, sono del celebre illustratore Renato Casaro.

## Distribuzione
Il film, che ottenne da parte dell'allora Ministero del Turismo e dello Spettacolo il nulla osta film alla proiezione n. 79461 del 16/12/1983, come previsto dalla legge n. 161 del 21 aprile 1962, venne distribuito nelle sale cinematografiche italiane a partire dal 22 dicembre 1983.
In formato VHS, ha avuto diverse edizioni: è stato inizialmente prodotto dalla De Laurentis - Ricordi Video e distribuito dalla Univideo (codice catalogo VHS DLIA 98), e ristampato sia dalla RCS Edizioni con distribuzione Vivivideo (codice catalogo DPAS 020002) che dalla Filmauro Home Video con distribuzione Aurelio De Laurentis Multimedia (codice catalogo 801602402624); quest'ultima casa ne ha curato anche la successiva masterizzazione e digitalizzazione per l'edizione in DVD.
Il 15 dicembre 2003 venne organizzata a Roma una serata commemorativa per il ventennale del film.
Nel dicembre 2023, in occasione dei 40 anni dall'uscita del film, venne distribuita una versione restaurata del lungometraggio con distribuzione in streaming e al cinema.

## Accoglienza

### Incassi
Al botteghino il film ha incassato 2.939.774.000 lire classificandosi al 9º posto tra i film di maggior successo della stagione cinematografica italiana 1983-1984.. Il 30 dicembre 2023, in occasione della ridistribuzione nelle sale per il quarantennale del film, ha incassato 482.052 €.

### Critica
Il film, modellato sul lungometraggio Vacanze d'inverno di Camillo Mastrocinque, del 1959, è stato accolto tutto sommato positivamente dalla critica dell'epoca, che ha apprezzato come il regista sia riuscito a offrire le poche idee presenti, con gusto, arguzia e un po' di sentimentalismo. A tutto questo ha saputo aggiungere un gruppo di simpatici giovani attori, delle belle ragazze, alcuni attori di provato mestiere e un comico che gode dei favori del pubblico, proprio come aveva già fatto nel precedente Sapore di mare. Al contrario di successivi cinepanettoni, successive rielaborazioni e analisi critiche hanno restituito all'opera il merito di essere riuscita a fotografare direttamente, senza filtri, le caratteristiche e le contraddizioni degli anni ottanta connotati da un benessere percepito crescente, da classi sociali nuove (nuovi ricchi accanto a piccolo borghesi o proletari speranzosi di ascesa sociale) e da una solo apparente possibilità di comunione di interessi, ben stigmatizzata dai differenti ruoli realmente recitati. Scelta felice fu, quindi, quella di Cortina d'Ampezzo come amplificatore di tali illusioni apparenti e reali differenze.